# Tscherenkow-Strahlung

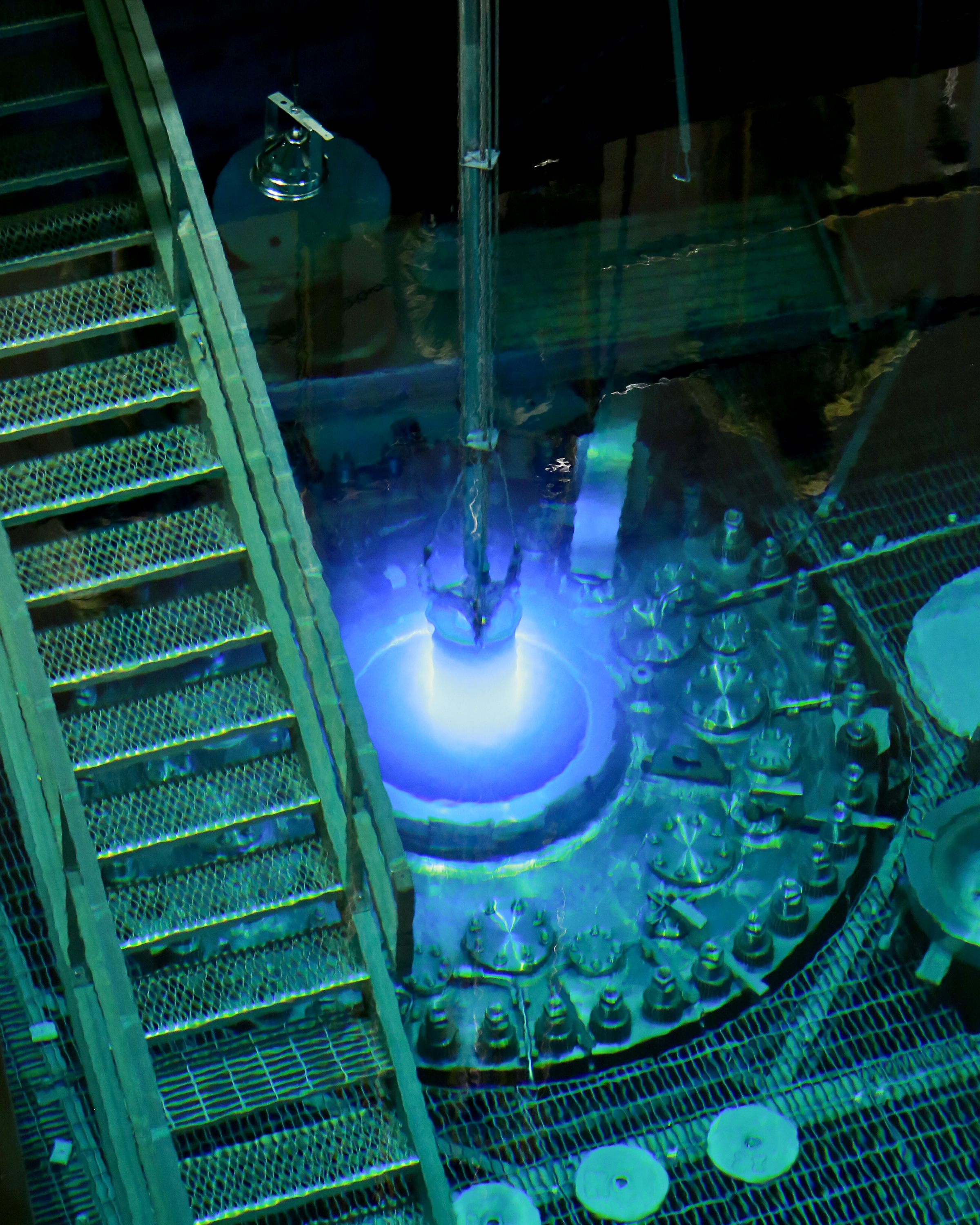
Tscherenkow-Strahlung im Kühlwasser beim Brennelementetausch des High Flux Isotope Reactor (HFIR) am Oak Ridge National Laboratory (ORNL). Der spezielle 85 MW-Forschungsreaktor hat den höchsten stationären Neutronenfluss in den USA. In Europa ist der Hochflussreaktor des Instituts Laue-Langevin (ILL) einer der leistungsstärksten mit ca. 58 MW thermischer Leistung.

Tscherenkow-Strahlung (auch Čerenkov- oder – in englischer Transkription – Cherenkov-Strahlung geschrieben) entsteht durch den Tscherenkow-Effekt und ist elektromagnetische Strahlung, die beim Durchgang geladener Teilchen (z. B. Elektronen) durch ein lichtdurchlässiges Medium entsteht, wenn diese schneller sind als das sich im Medium ausbreitende Licht. Der Effekt zeigt sich als blaues Leuchten. Die Lichterscheinung war bereits von Marie und Pierre Curie beobachtet worden, konnte jedoch nicht erklärt werden.
Tscherenkow-Strahlung kann zum Beispiel in Abklingbecken von Kernkraftwerken rund um die dort in das Kühlwasser getauchten radioaktiven Brennelemente beobachtet werden. Die auslösenden schnellen Elektronen sind teils Bestandteil der Betastrahlung der Brennelemente, teils entstehen sie durch die Compton-Streuung der von diesen ausgesandten Gammaquanten an Atomhüllen.
In der Hochatmosphäre entstehende Tscherenkow-Blitze werden zur Analyse der kosmischen Strahlung verwendet. Raumfahrer berichten von solchen Blitzen, die sie bei geschlossenen Augen wahrnehmen, die mit gleicher Ursache in deren Glaskörper entstehen.
Die Tscherenkow-Strahlung ist nach ihrem Entdecker Pawel Alexejewitsch Tscherenkow benannt. 1958 erhielten er, Igor Jewgenjewitsch Tamm und Ilja Michailowitsch Frank den Nobelpreis für Physik für die Entdeckung und Deutung des Tscherenkow-Effekts.
In Russland wird die Strahlung nach ihrem Mitentdecker Sergei Iwanowitsch Wawilow auch Wawilow-Tscherenkow-Effekt bzw. Wawilow-Tscherenkow-Leuchten genannt.

## Theoretische Grundlagen

Tscherenkow-Effekt
(idealer Fall ohne Dispersion)

Tscherenkow-Strahlung ist elektromagnetische Strahlung, die entsteht, wenn sich geladene Teilchen in Materie mit höherer Geschwindigkeit als der Phasengeschwindigkeit elektromagnetischer Wellen in diesem Ausbreitungsmedium bewegen. Der Tscherenkow-Effekt kann in Medien mit Brechungsindex {\displaystyle n>1} auftreten, weil im Gegensatz zur Lichtgeschwindigkeit im Vakuum von c = 299792.458 km/s
beispielsweise in Wasser die Geschwindigkeit des Lichts nur etwa c′ ≈ 225000 km/s beträgt und so Teilchen dort schneller sein können als das Licht (nie aber schneller als das Licht im Vakuum).
Wenn sich ein geladenes Teilchen durch ein nichtleitendes dielektrisches Medium bewegt, werden Atome längs der Flugbahn durch dessen Ladung kurzzeitig polarisiert und erzeugen dabei elektromagnetische Strahlung. Im Normalfall interferieren die Wellen von benachbarten Atomen destruktiv und löschen sich aus, so dass makroskopisch keine Strahlung auftritt. Wenn sich jedoch geladene Teilchen in einem Medium schneller als das Licht in diesem bewegen, löschen sich die Wellen benachbarter Atome nicht mehr aus, da sich immer eine gemeinsame kegelförmige Wellenfront ergibt. Diese elektromagnetischen Wellen sind die Tscherenkow-Strahlung.
Die Richtung der ausgesandten Strahlung entlang der Flugbahn beschreibt einen sogenannten Mach-Kegel. Der Winkel {\displaystyle \theta } zwischen Teilchenbahn und Strahlungsrichtung hängt von dem Verhältnis der Geschwindigkeit {\displaystyle v=\beta c} des Teilchens und der Lichtgeschwindigkeit {\displaystyle c'=c/n} im Medium mit Brechungsindex {\displaystyle n} ab:
{\displaystyle \cos(\theta )={\frac {c'}{v}}={\frac {1}{n\beta }}}
Das Tscherenkow-Licht ist somit das optische Analogon zum Überschallkegel, der entsteht, wenn Flugzeuge oder andere Körper sich schneller als der Schall fortbewegen.
Das Frequenzspektrum der entstehenden Tscherenkow-Strahlung kann gemäß der Frank-Tamm-Formel berechnet werden:
{\displaystyle {\frac {\mathrm {d} ^{2}E}{\mathrm {d} x\,\mathrm {d} \omega }}={\frac {q^{2}}{4\pi }}\mu (\omega )\omega {\left(1-{\frac {c^{2}}{v^{2}n^{2}(\omega )}}\right)}}
Diese Formel beschreibt die Menge an Energie, die pro Frequenzabschnitt {\displaystyle \mathrm {d} \omega } und Wegelement {\displaystyle \mathrm {d} x} für ein Teilchen der Ladung {\displaystyle q} emittiert wird. {\displaystyle \mu (\omega )} ist dabei die frequenzabhängige magnetische Permeabilität und {\displaystyle n(\omega )} der frequenzabhängige Brechungsindex des Mediums. Die Energie ist dadurch begrenzt, dass bei sehr viel höheren Frequenzen als das sichtbare Licht der Brechungsindex schließlich 1 wird.
Im sichtbaren Bereich des elektromagnetischen Spektrums kann die magnetische Permeabilität und der Brechungsindex im Fall von Wasser als Medium als näherungsweise konstant angenommen werden. Wegen
{\displaystyle E\sim \omega ^{2}}
und
{\displaystyle E=N\hbar \omega \quad } N = Anzahl der Photonen
ist das Spektrum in diesem Bereich zu höheren Frequenzen hin ansteigend. Bei höheren Frequenzen werden mehr Photonen emittiert als bei niedrigeren Frequenzen, was die blaue Farbe der Tscherenkow-Strahlung erklärt.
Die minimale kinetische Energie {\displaystyle E} eines Teilchens der Masse {\displaystyle m}, die zur Emission von Tscherenkow-Strahlung in einem Medium mit dem Brechungsindex {\displaystyle n} notwendig ist, beträgt:
{\displaystyle E=mc^{2}\left({\frac {n}{\sqrt {n^{2}-1}}}-1\right)} .
Dies folgt aus der notwendigen kinetischen Energie des Teilchens, welche auf Grund der hohen Geschwindigkeit relativistisch betrachtet werden muss:
{\displaystyle E_{\text{kin}}=mc^{2}\left(\gamma -1\right)}
mit dem Lorentzfaktor
{\displaystyle \gamma ={\frac {1}{\sqrt {1-{\frac {v^{2}}{c^{2}}}}}}}.
Die Geschwindigkeit {\displaystyle v} des Teilchens muss größer sein als die Lichtgeschwindigkeit im durchstrahlten Medium {\displaystyle c'} mit dem Brechungsindex {\displaystyle n}:
{\displaystyle v>v_{\text{min}}=c'={\frac {c}{n}}}
Die Mindestenergie {\displaystyle E_{\text{min}}} ergibt sich somit zu:
{\displaystyle E_{\text{min}}=mc^{2}(\gamma -1)=mc^{2}\left({\frac {1}{\sqrt {1-v_{\text{min}}^{2}/c^{2}}}}-1\right)=mc^{2}\left({\frac {1}{\sqrt {1-1/n^{2}}}}-1\right)=mc^{2}\left({\frac {n}{\sqrt {n^{2}-1}}}-1\right).}
2001 wurde im Stuttgarter Max-Planck-Institut für Festkörperforschung und bei der University of Michigan vorhergesagt und entdeckt, dass kegelförmige Tscherenkow-Strahlung auch bei Unterlichtgeschwindigkeit durch Nichtlinearitäten in bestimmten Medien auftreten kann.

## Anwendungen

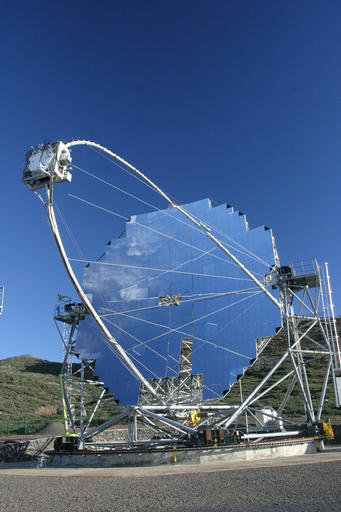
Tscherenkow-Teleskop MAGIC

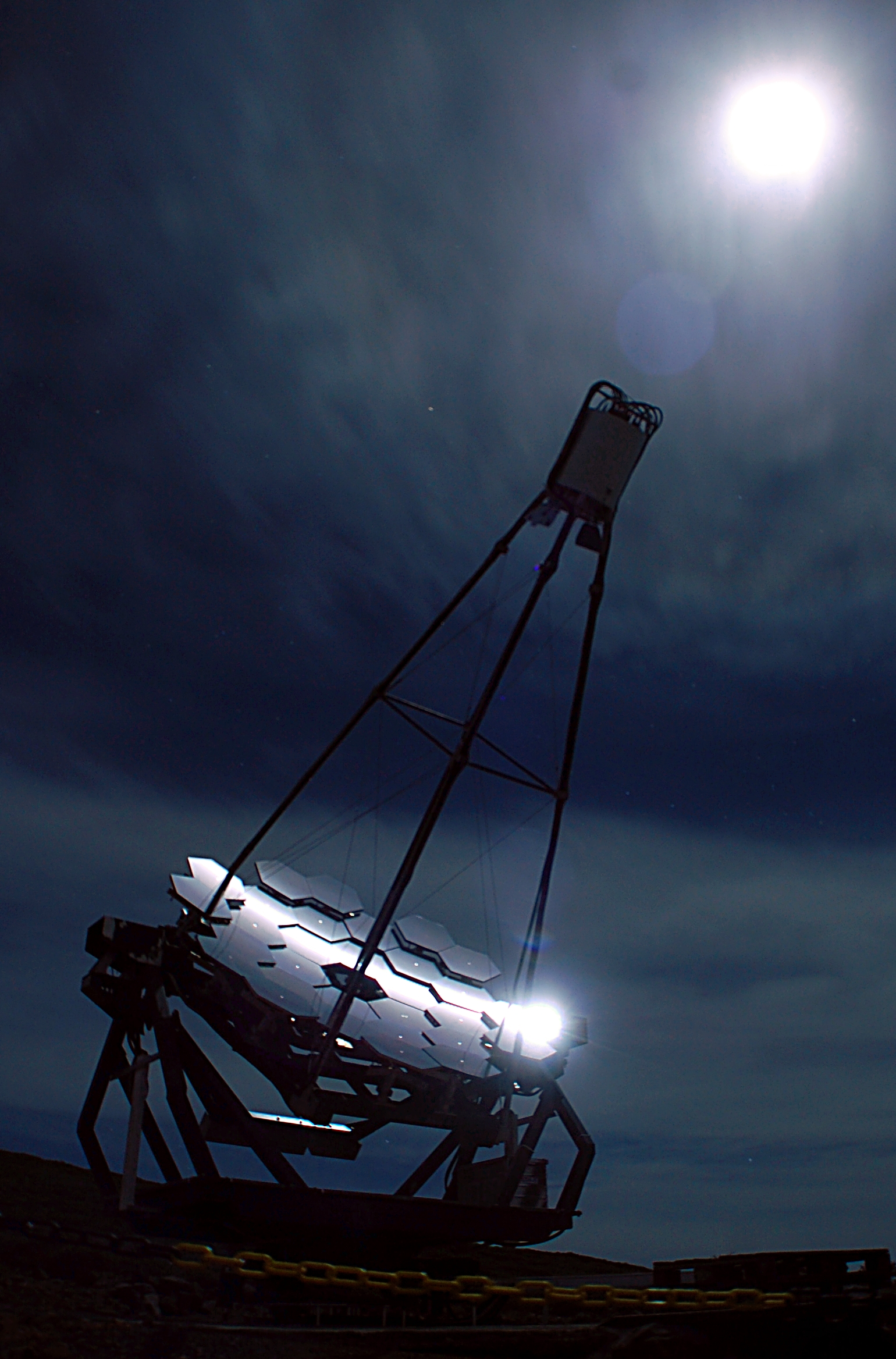
Tscherenkow-Teleskop FACT

Das Tscherenkow-Licht wird zum Nachweis von hochenergetischen geladenen Teilchen verwendet, insbesondere in der Teilchenphysik, Kernphysik und Astrophysik. In der Teilchenphysik dient die Tscherenkow-Strahlung einzelner geladener Teilchen auch zur Messung ihrer Geschwindigkeit. Für verschiedene Geschwindigkeitsbereiche kommen dafür verschiedene Medien wie Glas, Wasser oder auch Luft in Frage.
In wassermoderierten und ‑gekühlten Kernreaktoren ist die Intensität der Tscherenkow-Strahlung ein Maß für die augenblickliche Radioaktivität der Spaltprodukte im Kernbrennstoff (und damit für die Reaktorleistung), da energiereiche Beta-Elektronen aus dem Brennstoff in das Wasser gelangen. Nach Entfernen der Brennelemente aus dem Reaktorkern und Unterbringung in einem Abklingbecken ist die Intensität ein Maß der verbleibenden Radioaktivität.
Treffen sehr energiereiche kosmische Teilchen auf die Erdatmosphäre, werden je nach Art des Teilchens durch verschiedene Prozesse neue Elementarteilchen gebildet, welche Tscherenkow-Licht erzeugen können. Es entstehen dabei Lichtblitze (Tscherenkow-Blitze) mit einer Dauer von Milliardstel Sekunden, aus denen man die Herkunftsrichtung der kosmischen Teilchen bestimmen kann. Dieser Effekt ist für die Beobachtung wichtig, weil z. B. Gammastrahlung von kosmischen Explosionen die Erdatmosphäre nicht durchdringt und deshalb von Teleskopen auf der Erde nicht direkt wahrgenommen werden kann. Erst der aus den Gammaquanten (hochenergetischen Photonen) entstehende elektromagnetische Schauer (bestehend aus Elektronen, Positronen und niederenergetischeren Photonen) kann von erdgebundenen Messgeräten (Tscherenkow-Teleskopen) analysiert werden. Bekannte Projekte sind MAGIC, High Energy Stereoscopic System, FACT und Cherenkov Telescope Array.
In den Experimenten Super-Kamiokande, IceCube und ANTARES werden kosmische Neutrinos detektiert, indem Photomultiplier das Tscherenkow-Licht von Sekundärteilchen (Elektronen und Myonen) nachweisen, die bei der äußerst seltenen Wechselwirkung der Neutrinos mit Wasser bzw. Eis entstehen.
Im Falle von Lichtausbreitung in Metamaterialien kann der Brechungsindex negativ werden. Dies hat dann (neben anderen Effekten wie einem umgekehrten Dopplereffekt) zur Folge, dass auftretende Tscherenkow-Strahlung nicht in Richtung der Teilchenbewegung, sondern dieser entgegen ausgesandt wird.